# Flèche wallonne 1991
La Flèche wallonne 1991, 55e édition de la course, a lieu le 17 avril 1991 sur un parcours de 203 kilomètres, entre Spa et le mur de Huy. La victoire revient pour la deuxième année consécutive à l’Italien Moreno Argentin.
Sont présents au départ 191 cyclistes, dont 85 ont terminé la course.

## Classement final
| #  | Coureur               | Équipe        |    | Temps           |
| -- | --------------------- | ------------- | -- | --------------- |
| 1  | Moreno Argentin       | Ariostea      | en | 5 h 13 min 14 s |
| 2  | Claude Criquielion    | Lotto         | +  | 2 min 20 s      |
| 3  | Claudio Chiappucci    | Carrera       |    | 2 min 31 s      |
| 4  | Jean-François Bernard | Banesto       |    | 2 min 39 s      |
| 5  | Dimitri Konyshev      | TVM-Sanyo     |    | 3 min 02 s      |
| 6  | Johan Bruyneel        | Lotto         |    | 4 min 19 s      |
| 7  | Eric Van Lancker      | Panasonic     |    | 4 min 26 s      |
| 8  | Marino Lejarreta      | ONCE          |    | 4 min 53 s      |
| 9  | Iñaki Gastón          | CLAS-Cajastur |    | 4 min 58 s      |
| 10 | Benny Heylen          | S.E.F.B.      |    | 4 min 58 s      |